# Rehwiese (Berlin)
Die Rehwiese, früher auch Kuhfenn oder Franzosenwiese genannt, ist eine knapp 1½ Kilometer lange und relativ schmale Niederung im Berliner Ortsteil Nikolassee des Bezirks Steglitz-Zehlendorf.

## Unterschutzstellung
Die Rehwiese wurde gemäß §§ 5 und 19 des Reichsnaturschutzgesetzes vom 26. Juni 1935 (RGBl. I, S. 821) in der Fassung des Dritten Änderungsgesetzes vom 20. Januar 1938 (RGBl. I, S. 36) sowie aufgrund des § 13 der Durchführungsverordnung vom 31. Oktober 1935 (RGBl. I, S. 1275) in der Fassung der Ergänzungsverordnung vom 16. September 1938 (RGBl. I, S. 1184) und zuletzt geändert durch Verordnung vom 22. September 1982 (GVBl., S. 1808) zum geschützten Landschaftsbestandteil erklärt. Das Gesetz trat am 25. August 1960 in Kraft.

## Beschreibung
Sie zieht sich von der Spanischen Allee bis hin zum Nikolassee. Vor dem Anlegen der Kolonie Nikolassee im Jahr 1901 ästen in der talförmigen Rehwiese häufig die namengebenden Rehe.
Die seinerzeit sumpfige Bodensenke verbindet als Bestandteil der Grunewaldseenkette den Nikolassee mit dem Schlachtensee und ist heute weitgehend trockengelegt. Der Charakter der Grunewaldseenkette als eiszeitliches Zwischenurstromtal lässt sich an der Rehwiesensenke hervorragend ablesen. An den Hängen ziehen sich zu beiden Seiten die Villen aus der Zeit der Wende zum 20. Jahrhundert hin. Morastige Streifen finden sich noch am Ausgang zum Nikolassee, der mit seiner sumpfigen Umgebung Resten wertvoller Auenwälder den nötigen durchnässten Boden bietet.
Die Rehwiese und der Nikolassee sind seit 1960 als Landschaftsschutzgebiet mit einer Fläche 25,6 Hektar ausgewiesen. Die Verordnung nimmt die Anlagen der Berliner Wasserbetriebe „zur Gewinnung, Fortleitung und Anreicherung des Grundwassers“ aus, die aus zwölf Brunnen in der Rehwiese jährlich drei Millionen Kubikmeter Wasser fördern; zwischen 1983 und 1992 waren es noch rund neun Millionen Kubikmeter jährlich. Wieder entstandene vernässte Bereiche sollen bewahrt und der Gehölzwildwuchs zurückgedrängt werden.